# Hexaedru trunchiat stelat
În geometrie hexaedrul trunchiat stelat (sau hexaedrul cvasitrunchiat, sau cubul stelatrunchiat) este un poliedru stelat uniform, cu indicele U19. Are 14 fețe (8 triunghiuri și 6 octagrame), 36 de laturi și 24 de vârfuri. Având 14 fețe este un tetradecaedru neconvex. Un poliedru neconvex are fețe care se intersectează care nu reprezintă laturi sau fețe noi. Doar cele marcate cu sfere aurii sunt vârfuri, iar cele cu linii argintii sunt laturi.
Este reprezentat prin simbolul Schläfli t'{4,3} sau t{4/3,3} și diagrama Coxeter–Dynkin . Uneori este numit hexaedru cvasitrunchiat deoarece este legat de cubul trunchiat, , cu excepția faptului că fețele pătrate sunt înlocuite cu octagrame ({8/3}).
Chiar dacă hexaedrul trunchiat stelat este o stelare a hexaedrului trunchiat, nucleul său este un octaedru regulat.

## Mărimi asociate

### Coordonate carteziene
Coordonatele carteziene ale vârfurilor unui hexaedru trunchiat stelat cu lungimea laturilor egală cu 2 sunt toate permutările ale
{\displaystyle \left(\,\pm 1,\,\pm ({\sqrt {2}}-1),\,\pm ({\sqrt {2}}-1)\,\right)}.

### Raza sferei circumscrise
Pentru lungimea laturii a raza sferei circumscrise este:
{\displaystyle R={\frac {1}{2}}{\sqrt {7-4{\sqrt {2}}}}\,a\approx 0,579471\,a.}

### Volum
Următoarea formulă pentru volum V este stabilită pentru lungimea laturilor tuturor poligoanelor (care sunt regulate) a:
{\displaystyle V={\frac {7}{3}}\left(3-2{\sqrt {2}}\right)\,a^{3}\approx 0,400337~a^{3}.}

## Poliedre înrudite
Are în comun aranjamentul vârfurilor cu alte trei poliedre uniforme: rombicuboctaedrul convex, micul rombihexaedru și micul cubicuboctaedru.

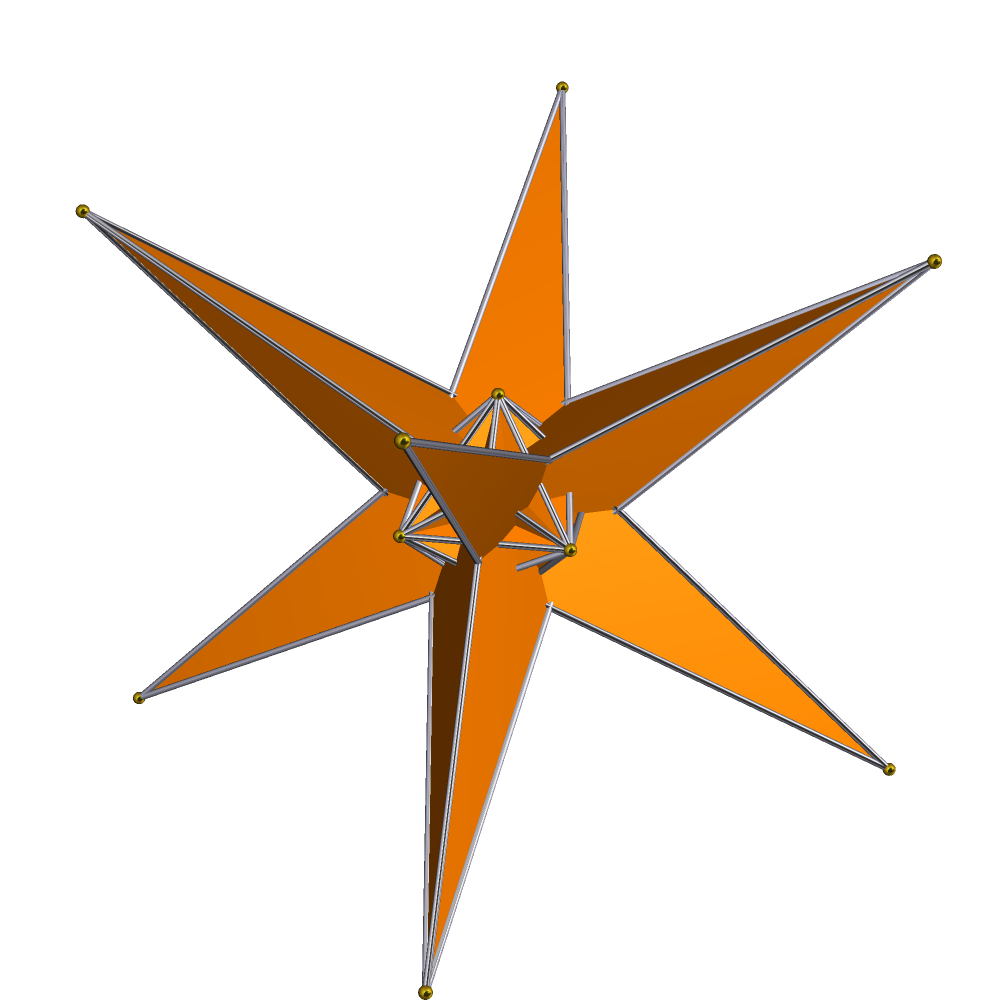
Dual: Marele octaedru triakis

| Rombicuboctaedru | Micul cubicuboctaedru | Micul rombihexaedru | Hexaedru trunchiat stelat |

### Poliedru dual
Dualul său este marele octaedru triakis.